# محمد الوغليسي
محمد الوغليسي أو أبو عبد الله محمد بن إبراهيم الوغليسي البجائي الزواوي هو رجل دين سني مالكي أشعري قادري من جرجرة في الجزائر بشمال أفريقيا.

## نشأته
وُلِدَ محمد الوغليسي ببجاية في أواسط القرن السادس الهجري نحو عام 551هـ (1156م) في مرحلة مفصلية من تاريخ شمال إفريقيا تمثلت في زوال الدولة المرابطية ونشوء الدولة الموحدية بعد سقوط مراكش بتاريخ 18 شوال سنة 541هـ (الموافق ليوم 23 مارس 1147م).
وتعتبر المعلومات التاريخية التي قدمها لنا أصحاب كتب الطبقات والتراجم عن نشأته وشخصيته هزيلة ومبعثرة، لا تكاد تسعفنا في الوصول إلى معرفة دقيقة حول نشأته ورحلاته ومنهجه في التدريس ومساهمته في الحياة الاجتماعية والثقافية.
وكل ما جادت به يتعلق بنسبه إلى العرش الأمازيغي المسمى آث وغليس جنوب مدينة بجاية على أطراف حوض وادي الصومام والمنحدرات الجنوبية لجبال أكفادو، قرب سيدي عيش.

## الموحدون
نشأ «محمد الوغليسي» في فترة بسط فيها الموحدون سلطانهم على إفريقية، شرق متيجة وجرجرة، وقاموا باستعادة سواحل إفريقية من النورمان، وقد تم هذا الضم سنة 555هـ (1160م) التي تسمى.
وقد تحسنت الوضعية العلمية لمدينة بجاية آنذاك تحت سلطة الموحدين بعد الانتهاء من حروبهم بإفريقية، وتمكنهم من الاستيلاء على بلاد المغرب، بما سمح للوغليسي بالبراعة في العلوم والمعارف حتى صار قاضيا لبجاية.

## ترجمته
«أبو عبد الله الوغليسي» هو الشيخ الفقيه المالكي، الخطيب العارف المحصل، المحكم الضابط، أبو عبد الله محمد بن إبراهيم الوغليسي.
كانت له نباهة ووجاهة ونزاهة ورفعة وهمة، وهو أحد المقتدى بهم والمعول عليهم، وكان عالما بالكتابتين الأدبية والشرعية متقدما عليها.
وعليه كان المعتمد في وقته في المخاطبات السلطانية إنشاء وجوابا، وعليه كان اعتماد القضاة في التسجيلات، وإليه كان يهرع أهل البلد فيما يحتاجون إليه من الوثائق المحكمات والأمور المستغربات والمستعوصات.
وولي الخطابة بمسجد عين البربر في قصبة بجاية المحروسة، قبل انتقاله إلى مراكش ثم إلى الأندلس.
وكان فصيح القلم واللسان بارع الخط، ومشاركا في علوم وفنون عديدة.

## شيوخه
أخذ «سيدي بوعبد الله الوغليسي» شتى العلوم الشرعية من «أبي محمد عبد الحق بن عبد الرحمن بن عبد الله بن حسين بن سعيد بن إبراهيم الأزدي الإشبيلي» (514هـ-581هـ) والقاضي «أبي علي حسن بن علي بن محمد المسيلي» والأستاذ «أبو زيد عبد الرحمن بن علي بن محمد القرشي الصقلي» المعروف بـ«ابن الحجري».

## تلاميذه
تتلمذ الشيخ «أبو محمد عبد الحق بن ربيع بن أحمد بن عمر الأنصاري» علي الإمام «محمد الوغليسي»، وكان كثير الإجلال له والتعظيم لقدره، وكان يعده من أهم أشياخه رضي الله عنهم أجمعين.

## مراكش
انتقل القاضي «أبو عبد الله محمد الوغليسي» خلال عام 580هـ (1184م) من بجاية إلى مراكش، عاصمة الموحدين، لما كان له من دراية بالعلوم الشرعية التي جعلته مرجعا علميا مطلوبا في عاصمة الخلافة.
وقد ذكر ابن أبي أصيبعة أن «محمد بن إبراهيم الوغليسي» كان من معاصري ابن رشد الحفيد وأنهما كانا من أعيان القرن السادس الهجري تحت سلطة خلافة الموحدين التي كانت تضم بجاية آنذاك قبل سقوطها في 667هـ (1269م) ونشوء الحكم الحفصي الذي ضم مدينة بجاية إلى سلطانه.
وكان الخليفة يعقوب المنصور يستعين بابن رشد و«محمد الوغليسي» وغيرهما إذا احتاج الأمر للقيام بمهام رسمية عديدة، ولأجلها طاف هؤلاء الفقهاء في رحلات متتابعة في مختلف أصقاع المغرب.
وأعان «الوغليسي» صاحبه ابن رشد في مهام عديدة بمراكش أين قضيا زهاء عشر سنوات قبل انتقالهما إلى إشبيلية، أين ولاهما الخليفة يعقوب المنصور منصب قاضي الجماعة في قرطبة ثم في إشبيلية.

## معركة الأرك

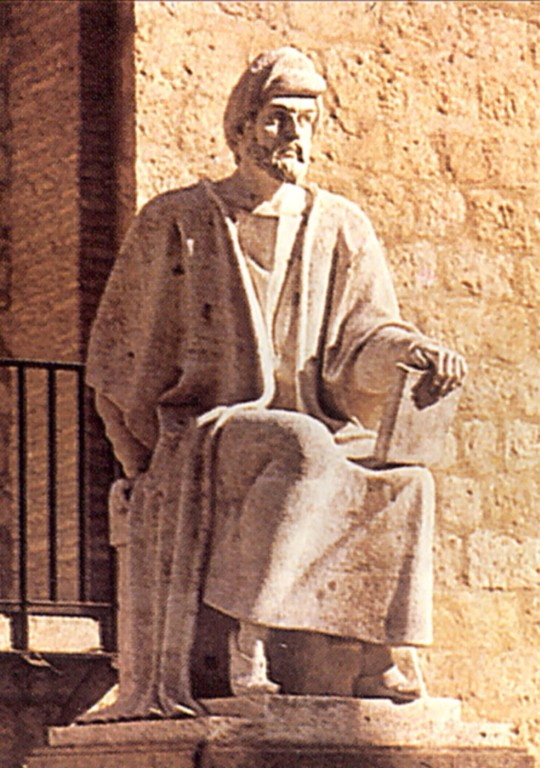
تمثال لابن رشد في قرطبة، إسبانيا.

ساهم القاضي «محمد الوغليسي»، مع نظرائه من الفقهاء، بدعم معنوي وفقهي وديني في مراكش أثناء تحضير جيش الموحدين لخوض معركة الأرك التي وقعت في 18 يوليو 1195 (9 شعبان 591 هـ) بين قوات الموحدين بقيادة السلطان أبو يوسف يعقوب المنصور وقوات مملكة قشتالة بقيادة الملك ألفونسو الثامن.
وكان للمعركة دور كبير في توطيد حكم الموحدين في الأندلس وتوسيع رقعة بلادهم فيها، واحتاج ذلك إلى تواجد فقهاء وعلماء ومتصوفة يحملون المرجعية الدينية ويعلمونها وينشرونها في هذه الأقاليم الجديدة، من بينهم «محمد الوغليسي».
ذلك أن ضعف حكم ملوك الطوائف، ما بين القرن السادس الهجري والقرن السابع الهجري، مع ما صاحب ذلك من تضعضع في شبه الجزيرة الإيبيرية، قد مهد لهذه التحولات التي احتاجت علماء وفقهاء من طينة «محمد الوغليسي» لرأب صدع الوجود الإسلامي في الأندلس المنهكة.

## الأندلس
كما ذكر ابن خلكان أن «محمد الوغليسي» كان ينتمي إلى جماعة مشايخ الموحدين في مراكش، من بينهم ابن رشد، الذين تم انتدابهم من مراكش إلى إشبيلية في الأندلس أثناء التحضير لمعركة الأرك، أين كان مقر الوالي الموحدي على الأندلس، من طرف أبو يوسف يعقوب بن يوسف المنصور (555هـ-595هـ) قبل عام 591هـ (1194م)، فطالت غيبتهم بالأندلس لأكثر من خمس سنين، فطلبوا من أبي يوسف المنصور أن يتنعم عليهم بالمهلة هذا العام وتكون الحركة في أول سنة 595هـ (1198م)، فأجابهم إلى ذلك قبل وفاته.
ومن بين هذه الجماعة من مشايخ الموحدين يُذكر «أَبُو جَعْفَر الذَّهَبِيّ»، وَ«أَبُو الرّبيع الكفيف»، وَ«أَبُو الْعَبَّاس الْحَافِظ الشَّاعِر القرابي».

## وفاته
كانت وفاة سيدي بوعبد الله الوغليسي في سنة 1241م الموافق لعام 638هـ.
وقد تم دفنه في منطقة بجاية شرق جرجرة وجبال الخشنة والأطلس البليدي.

## قال العلماء عنه
- ذكره «ابن أبي أصيبعة» (600هـ-668هـ) في كتابه «عيون الأنباء في طبقات الأطباء» في ترجمة «ابن رشد الحفيد»:[20]

- ذكره «عبد الحق الإشبيلي» (514هـ-581هـ) في كتابه «الصلاة والتهجد»:[21]

- قال أبو القاسم الحفناوي:[22]

## مواضيع ذات صلة
- أمازيغ
- زواوة
- منطقة القبائل
- آث وغليس
- عبد الرحمن الوغليسي
- أحمد الغبريني
- ابن رشد
- عبد الحق الإشبيلي
- أبو علي حسن بن علي المسيلي